# Szent Paraszkiva-templom (Igenpataka)
A Szent Paraszkiva-templom műemlék Romániában, Fehér megyében, Igenpatakán. A romániai műemlékek jegyzékében az AB-II-m-B-00235 sorszámon szerepel.